# Sveti Zenon
Sveti Zenon (Mauritanija, 300. – Verona, 12. travnja 371.), veronski biskup i svetac.

## Životopis
Rodio se oko 300. godine u mauritanskoj Cezareji, te je studirao u Kartagi. 356. je posvećen za biskupa Verone. Često je držao velike govore u kojima je obrađivao i različita pitanja. U njima je često riječ o arijanskim zabludama, o pravom nauku o Presvetog Trojstva te o liturgiji i sakramentima krštenja i slavljenja Euharistije. Kao pisac Zenon je bio nepoznat, sve do 1508. godine, kada je biskupska knjižnica preseljena iz Verone u Veneciju, kada je otkriven niz spisa gdje se on pojavljuje kao autor ili se govori o njegovu životu.
Poslije njegove smrti više je puta na njegov zagovor spašavao Veronu od poplave rijeke Adige. U Istri je sv. Zenon patron župe Brtonigla.
Umro je 12. travnja 371. godine. Proglašen je svetim, a spomendan mu se slavi 12. travnja.